# اوکلاوها (فلوریدا)
اوکلاوها (به انگلیسی: Ocklawaha) یک منطقهٔ مسکونی در ایالات متحده آمریکا است که در شهرستان ماریون، فلوریدا قرار دارد.